# Marie Krøyer
Marie Triepcke Krøyer Alfvén (11 juin 1867 – 25 mai 1940) est une artiste peintre danoise. 

## Biographie
Elle est principalement connue en tant que femme de Peder Severin Krøyer, l'un des membres les plus réputés de la colonie d'artistes les peintres de Skagen, qui s'est développée à la fin du XIXe siècle dans le nord du Danemark. Dès son plus jeune âge, Marie rêve d'être artiste, et après avoir reçu une éducation artistique dans une école privée à Copenhague (l'Académie étant fermée aux femmes), elle se rend à Paris pour continuer ses études. C'est là qu'elle rencontre Krøyer, début 1889, qui tombe immédiatement fou amoureux d'elle. Alors qu'il est son aîné de 16 ans, le couple se marie cet été-là et, en 1891, s'installe à Skagen. Très inspiré par la beauté de Marie, Krøyer réalise nombre de portraits de sa femme, en intérieur comme en extérieur, notamment sur la plage. La vie maritale devient plus difficile lorsque Krøyer passe par des épisodes de maladie mentale à partir de 1900, et Marie finit par avoir une liaison avec le compositeur suédois Hugo Alfvén, lui aussi emporté par sa beauté. Le couple a un enfant, Marie divorce et déménage en Suède avec Alfvén. Ils se marient en 1912, mais des problèmes du couple résulte à nouveau un divorce. Marie était réticente à peindre depuis sa rencontre avec Krøyer, qu'elle considérait comme bien plus talentueux. Elle est davantage connue en qualité de modèle de son mari que pour son propre travail, même si plusieurs de ses peintures ont récemment bénéficié d'un regain d'intérêt. Elle est aussi désormais reconnue pour ses contributions au design et à l'architecture.
Certains de ses dessins n'ont été découverts qu'en 2002.